# Konstantinův řád sv. Jiří
Konstantinův řád sv. Jiří (italsky Sacro militare ordine costantiniano di San Giorgio) je starobylým řádem doloženým již na konci 12. století a v současné době rozděleným do několika linií. Svým komplikovaným historickým vývojem připomínají osudy tohoto řádu rytířský Řád svatého Lazara, který se postupně rozdělil do několika velmistrovství, jež spolu vzájemně soupeří o legitimitu.

## Historie

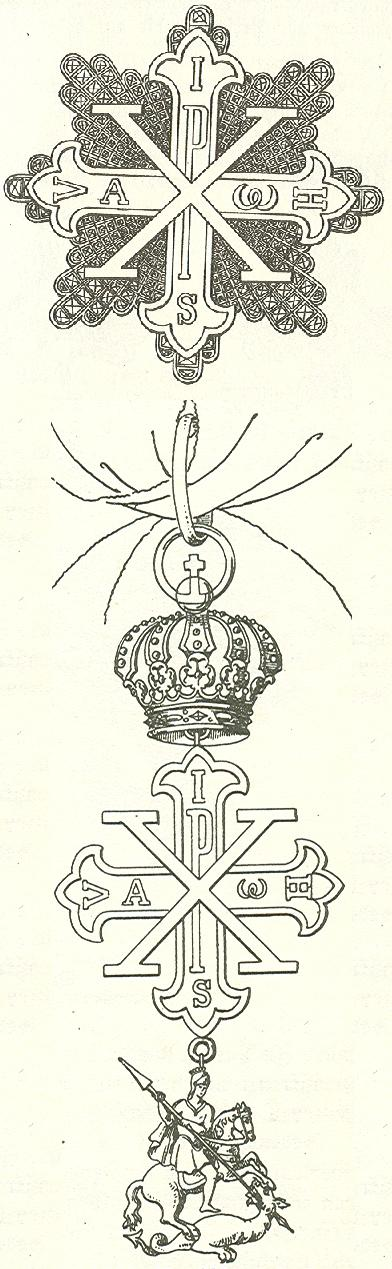
Hvězda (nahoře) a dekorace (na stuze) velkokříže Konstantinova řádu sv. Jiří

### Legenda o založení řádu
Podle starobylé, ovšem neprokázané legendy měl řád coby ozbrojenou družinu padesáti mužů určenou ke střežení standarty s Kristovým monogramem (tzv. Svatého labara) roku 312 založit římský císař Konstantin Veliký (†337). Došlo k tomu krátce předtím, než roku 313 zvítězil v bitvě u Milvijského mostu, kde bylo Svaté labarum neseno v čele jeho vojsk. Tento příběh ve své kronice zachytil Konstantinův vrstevník biskup Eusebius z Kaisareie (260/265-339/340) kde potvrdil existenci této družiny. . Skutečné rytířské řády se ale objevují až o několik set let později a to v souvislosti s křížovými výpravami na přelomu 11. a 12. století. Přesto však oficiální dějiny rodu uvádí coby „velmistry“ všechny byzantské císaře počínaje Konstantinem.

### Vznik řádu a jeho existence v rámci Byzantské říše
První potvrzené zprávy o tzv. rytířích sv. Konstantina pochází až z konce 12. století, konkrétně z roku 1190. Toto datum je uvedeno také v první dnes známé historii tohoto řádů vydané v Benátkách roku 1696. Zakladatelem měl být byzantský císař Izák II. Angelos a nelze vyloučit, že jej k tomuto kroku vedl úspěch rytířských řádů ve Svaté zemi. O organizaci řádu bohužel nejsou známy podrobnosti, archiv se dodnes nedochoval, známo je pouze to, že do jeho řad byly přijímány pouze osoby urozeného původu, že byl podřízen řeholi sv. Basila a jeho duchovním ochráncem se stal sv. Jiří.
Podle řádové tradice se měl stát jeho prvním velmistrem a po něm měl tento úřad převzít jeho syn a spolucísař Alexios IV. Po pádu dynastie Angelovců a následném dobytí Konstantinopole vojsky IV. křížové výpravy roku 1204 přešel řád na rod Komnénovců, kteří vládli drobnějším državám na Balkáně v oblasti Epirského despotátu. Podle nepotvrzených zpráv na 600 rytířů řádu padlo během obrany Konstantinopole při posledním tureckém útoku roku 1453 včetně velmistra Pavla Angela.

### Řád v italském exilu
Po obsazení Balkánu Turku emigrovali Komnénovci do Itálie, kde začali užívat italské varianty příjmení (Angelo Flavio Comneno) a v podstatě jen čestného titulu knížat makedonských, vévodů z Drivasta a Drače (principe di Macedonia.duca di Drivasto e Durazzo). Řád si do své nové vlasti přinesli s sebou.
Není zcela jasné, zda přijali katolictví ještě před svým odchodem do Itálie, nebo až později. Na každý pád v důsledku tohoto kroku došlo k úpravě názvu řádu. Protože za světce považovala císaře Konstantina pouze východní (pravoslavná), nikoli katolická církev, byl přejmenován na Konstantinův řád sv. Jiří. (Ordine costantiniano di San Giorgio). Existence řádu a nárok členů rodu Komnénovců na velmistrovský úřad byla ve druhé polovině 16. a v 17. století opakovaně potvrzena jak papežem, tak světskými panovníky. V této době však již nešlo o původní řádové bratrstvo, ale o dynastický řád spojený s rodem Komnénovců.

### Velmistrovství rodu Farnese
Posledním komnénovským velmistrem (a zřejmě též posledním členem hlavní linie) rodu Farnese byl Antonín. Ten roku 1698 postoupil svůj úřad vévodovi Parmy a Piacenzy Františkovi Farnese (1678–1727), vévodovi Parmy a Piacenzy, kterého v následujícím roce jej v úřadě císař Leopold I. diplomem z 5. srpna 1699 zvaným „Agnoscimus et notum facimus“ a papež Inocenc XII. bulou „"Sincerae Fidei“ z 24. října 1699. Zanedlouho ale došlo k vážné komplikaci. Protože František ani jeho mladší bratr Antonín neměli mužské potomky, přešlo Parmské vévodství na jejich neteř Alžbětu, která byla od roku 1714 druhou manželkou španělského krále Filipa V. z Bourbon-Anjou. Když jejich nejstarší syn Karel usedl roku 1731 na parmský trůn, přijal i hodnost velmistra Konstantinova řádu sv. Jiří.

### Pod patronací Bourbonů
Karlova vláda v Parmě neměla dlouhé trvání. V důsledku válek o polské nástupnictví vyměnil roku 1735 toto vévodství s císařem Karlem VI. za Neapolsko-sicilské království a do své nové země přenesl také zděděný řád. To mělo pro budoucnost vážné následky. V důsledku válek o rakouské dědictví totiž musela dcera Karla VI. na Parmu a Piacenzu rezignovat. Země získal spolu s dříve též habsburskou Guastallou roku 1748 Karlův mladší bratr Filip (1720–1765), který si začal velmistrovství řádu z titulu vládce Pamského vévodství neúspěšně nárokovat. Když roku 1759 získal Karel Neapolsko-Sicilský španělský trůn, předal vládu ve svých italských zemích svému třetímu synovi Ferdinandovi, který se stal také velmistrem Konstantinova řádu sv. Jiří. Tento úřad následně měla zastávat vždy hlava neapolsko-sicilské linie Bourbonů.

### Vznik řádového schizmatu
Roku 1808 bylo Parmské vévodství anektováno napoleonskou Francií. Po Napoleonově porážce přiřkl Vídeňský kongres roku 1815 toto území bývalé francouzské císařovně Marii Louise Habsburské, se jako dědička rodu Farnese prohlásila za hlavu Konstantinova řádu a vytvořila tak jeho zcela samostatnou linii. Pozice neapolsko-sicilských Bourbonů byla v této době již tak slabá, že na jejich případné námitky nebyl brán zřetel. Když po její smrti roku 1847 usedl na parmský trůn jako Karel II. opět příslušník rodu Bourbonů, byl Konstantinův řád opět potvrzen jako rodinný řád linie Boubon-Parma. Po připojení vévodství k Sardinii roku 1860 a vzniku Itálie v následujícím roce zůstal řád zachován jako dynastický.
Vytvoření parmské linie řádu vedlo ke sporu o legitimitu mezi parmskou a neapolsko-sicilskou větví Bourbonů, na kterou si obě linie činily nárok. Roku 1860 sice papež parmský nárok rozhodně odmítl a roku 1913 zůstala bez odpovědi další žádost, aby jeho parmskému Konstantinovu řádu byly přiznány stejné výsady jako neapolsko-sicilskému, přesto však byl nadále udílen a respektován. Současným velmistrem této řádové větve je vévoda Karel Xaver z Bourbon-Parmy.
V českých zemích byl ve 20. století nositelem řádu parmské linie např. kníže Karel VI. Schwarzenberg.

### Druhé schizma
Zatímco parmská větev řádu usilovala o jeho obecné uznání, v případě neapolsko-sicilské větve nebyla kontinuita dlouho zpochybněna. V letech 1910 – 1916 papežové Pius X. a Benedikt XV. obdařili řád novými výsadami, byla mu věnována kaple v nově vybudované bazilice Svatého Kříže na Via Flaminia v Římě a později přiznáno právo i na vlastní kostel.
Nedlouho před touto událostí ale došlo v rodině k roztržce, která vážně zasáhla i Konstantinův řád sv. Jiří. Tzv. Aktem z Cann 14. prosince 1900 se totiž Carlo, hrabě z Caserty, při příležitosti nastávajícího sňatku (14. února 1901) s infantkou Marií Mercedes, sestrou španělského krále Alfonse XIII. a v této době následnicí trůnu, prohlásil hlavou neapolsko-sicilské linie a dědicem jejich práv, včetně velmistrovství Konstantinova řádu sv. Jiří. Později přijal titul vévody z Calabrie, v důsledku sňatku získal španělské občanství a jeho nárok této větve na postavení hlavy rodu uznal jak Alfons XIII., tak roku 1994 král Juan Carlos.
Carlovy nároky ale odmítl jeho starší bratr Fernando, vévoda z Calabrie, který i nadále užíval titulu velmistra Konstantinova řádu sv. Jiří. Po jeho smrti roku 1960 se rozpoutal boj o nástupnictví mezi Carlovým synem infantem Alfonsem Neapolsko-Španělským a Fernandovým mladším bratrem Rainierem, vévodou z Castro, který žil ve Francii. Spor o (čistě formální) nástupnictví v Království obojí Sicílie trvá dodnes a odrazil se i na fungování Konstantinova řádu sv. Jiří, který se definitivně rozdělil na další dvě odnože: na španělsko-neapolskou, v jejímž čele dnes stojí infant Pedro, vévoda z Calabrie, a francouzsko-neapolskou řízenou princem Carlem, vévodou di Castro.

### Současnost
V současné době řád existuje ve třech samostatných liniích:
- neapolsko-sicilská linie (španělsko-neapolská větev) - Pedro, vévoda z Calabrie
- neapolsko-sicilská linie (francouzsko-neapolská větev) - Carlo, vévoda z Castra
- parmská linie - Carlos vévoda de Bourbon-Parma

## Řády a organizace navazující na Konstantinův řád sv. Jiří
Ve stejné době, kdy se prohlubovala roztržka v bourbonském rodě, došlo i k vnitřnímu pnutí uvnitř samotného Konstantinova řádu sv. Jiří. Část členů francouzsko-neapolské linie podléhající velmistrovi Ferdinandu Piovi, vévodovi z Calabrie 1934 – 1960, začala požadovat, aby se řád přizpůsobil moderní době a sílícímu ekumenismu a přijímal členy i jiných, než katolických vyznání. Tento požadavek nebyl pro katolické Bourbony akceptovatelný. Roku 1953 proto několik členů řádu spolu se švýcarským průmyslníkem a filantropem Richardem Guyer-Freyem proklamovalo vytvoření Řádu sv. Konstantina (Ordo sancti Constantini Magni) navazujícího na původní byzantské tradice. Zatímco Konstantinův řád sv. Jiří zůstal striktně katolický, nová společnost, registrovaná 29. května 1953 ve Švýcarsku jako rytířská organizace, si za cíl stanovila prohloubení myšlenek ekumenismu, šíření náboženské tolerance, budování mostů mezi lidmi, rasami a kulturami ve všech oblastech života a zejména navazování na řecko-římsko-byzantské dědictví. Proto také do svých řad přijímala katolíky, protestanty i pravoslavné. Rok 1953 nebyl zvolen náhodně: šlo o 500. výročí dobytí Konstantinopole Turky. Roku 1962 byl do čela tohoto řádu jako velmistr postaven Friedrich vévoda a kníže Beaufort-Spontin , původně též rytíř Konstantinova řádu sv. Jiří.
V 90. letech ale došlo i k rozdělení Konstantinova řádu a to na ekumenickou větev (Řád sv. Konstantina Velikého), který dnes působí ve 32 státech světa. Nejvíce členů má ve Finsku a z Finů je složena celá řádová vláda. Současnou hlavou je Friedrich Christian vévoda a kníže Beaufort-Spontin (*1944), římský katolík žijící v Německu.
Druhou linii představuje pravoslavné bratrstvo s názvem Řád sv. Konstantina Velikého (a Heleny), jehož první hlavou se roku 1998 stal dlouholetý člen Řádu sv. Konstantina Velikého Vojtěch Esterházy. Na počátku 20. století bylo bratrstvo prohlášeno pravoslavným pražským arcibiskupem Kryštofem za stavropigiální a o dva roky později registrována v celosvětovém katalogu pravoslavných institucí. Současnou hlavou organizace (známé též pod názvem International Ordo Sancti Constantini Magni). Na konci 90. let vznikly autonomní odnože bratrstva (tzv. komendy) v řadě evropských států a v USA. V současnosti stojí v čele archimandrita Eugen Freimann.

## Velmistři řádu

### Do nástupu rodu Farnese
- Alexius Ondřej Angelos Flavios Komnenos, kníže makedonský, hrabě z Drivasta a Drače 1204 – 1260
- Michael VI Angelos Flavios Komnenos, kníže makedonský, vévoda z Drivasta a Drače 1260 – 1318
- Ondřej Angelos Flavios Komnenos, kníže makedonský, vévoda z Drivasta a Drače 1318 – 1366
- Michael VII Angelos Flavios Komnenos, kníže makedonský, vévoda z Drivasta a Drače 1366 – 1410
- Pavel Angelos Flavios Komnenos, kníže makedonský, vévoda z Drivasta a Drače 1410 – 1453
- Ondřej II Angelos Flavios Komnenos, kníže makedonský, vévoda z Drivasta a Drače 1453 – 1479
- Petr I. Angelos Flavios Komnenos, kníže makedonský, vévoda z Drivasta a Drače, Arcivescovo di Durazzo, 1479 – 1511
- Jan Démétér Angelos Flavios Komnenos, kníže makedonský, vévoda z Drivasta a Drače 1511 – 1570
- Ondřej Angelos Flavios Komnenos, kníže makedonský, vévoda z Drivasta a Drače 1570–1580,
- Jeroným Angelos Flavios Komnenos, kníže makedonský, vévoda z Drivasta a Drače 1570–1591 (co-Gran Maestro)
- Petr II. Angelos Flavios Komnenos, kníže makedonský, vévoda z Drivasta a Drače 1580 – 1592
- Jan Ondřej I. Angelos Flavios Komnenos, kníže makedonský, vévoda z Drivasta a Drače 1592 – 1634
- Angelus Maria Angelos Flavios Komnenos, kníže makedonský, vévoda z Drivasta a Drače 1634 – 1678
- Marek Angelos Flavios Komnenos, kníže makedonský, vévoda z Drivasta a Drače 1678 – 1679
- Jeroným II. Angelos Flavios Komnenos, kníže makedonský, vévoda z Drivasta a Drače 1679 – 1687
- Jan Ondřej II. Angelos Flavios Komnenos, kníže makedonský, vévoda z Drivasta a Drače 1687 – 1699

### Konstatinův řád sv. Jiří (do prvního schizmatu)
- František I. Farnese, vévoda z Parmy a Piacenzy 1699 –1727
- Antonín Farnese, vévoda z Parmy a Piacenzy 1727 –1731
- Karel I. Bourbonský, vévoda z Parmy a Piacenzy 1731 – 1735, král neapolsko-sicilský 1735 – 1759 (jako Karel V.)
- Ferdinand IV. Bourbonský, král neapolsko-sicilský a Obojí Sicílie 1759 – 1816

### Konstatinův řád sv. Jiří (parmská linie)
- Marie Louisa, vévodkyně z Parmy 1816 – 1847
- Karel II., vévoda z Parmy 1847 – 1849
- Karel III., vévoda z Parmy 1849 – 1854
- Robert I., vévoda z Parmy (od 1859 titulární) 1864 – 1907
- Heinrich Bourbon-Parma 1907 – 1939
- Joseph Bourbon-Parma 1939 – 1950
- Elias Bourbon-Parma 1950 – 1959
- Robert Hugo Bourbon-Parma 1959–1974
- Xavier Bourbon-Parma 1974 – 1977
- Carlos Bourbon-Parma 1977 – 2010
- Carlos vévoda de Bourbon-Parma od 2010

### Konstantinův řád sv. Jiří – neapolsko-sicilská linie (do druhého schizmatu)
- František I. Bourbonský, král Obojí Sicílie 1825 –1830
- Ferdinand II. Bourbonský, král Obojí Sicílie 1830 –1859
- František II. Bourbonský, král Obojí Sicílie (od 1861 titulární) 1859 – 1894
- Alfons Maria, princ Obojí Sicílie, hrabě z Caserty 1894 –1934
- Ferdinand Pius, vévoda z Calabrie 1934 - 1960

### Konstantinův řád sv. Jiří – neapolsko-sicilská linie (španělsko-neapolská větev; alfonsinská větev)
- Alfonso, vévoda z Calabrie 1960 – 1964
- Carlos, vévoda z Calabrie 1964 – 2015
- Pedro, vévoda z Calabrie od 2015

### Konstantinův řád sv. Jiří – neapolsko-sicilská linie (francouzsko-neapolská větev; ranierovská větev)
- Rainer, vévoda z Castra 1960–1966
- Ferdinand Maria, vévoda z Castra 1966–2008
- Carlo, vévoda z Castra od 2008

### Internetové stránky
- Webové stránky španělsko-neapolské řádové větve (velmistr: Pedro, vévoda z Calabrie)
- Webové stránky francouzsko-neapolské řádové větve (velmistr: Carlo, vévoda z Castra)
- Webové stránky parmské řádové větve (velmistr: Carlos vévoda z Parmy)
- Webové stránky ekumenické větve: Řádu sv. Konstantina (velmistr: Friedrich Christian von Beaufort-Spontin)
- Webové stránky pravoslavné větve: Řádu sv. Konstantina a Heleny (velmistr: archimandrita Eugen Freimann)